# Bis zum Horizont und weiter
Bis zum Horizont und weiter hatte am 28. Januar 1999 sein Kinodebüt. Der Film basiert auf Oliver Bukowskis Hörspiel „Bahlkes letzte Liebe“. Titelsong ist Udo Lindenbergs „Horizont“. Die Polyphon Film- und Fernsehgesellschaft und das MDR Fernsehen zeichnen für die Produktion verantwortlich.

## Handlung
Als die Kleinganovin Katja Pfeifer von der Richterin Beate Nelken zu drei Jahren ohne Bewährung verurteilt wird, entführt der ehemalige Baggerführer Henning Stahnke die Richterin in seinem klapprigen Mercedes, um seine große Liebe freizupressen. Telefonisch übermittelt er ein Ultimatum an Katjas Verteidiger, der die Polizei hinzuzieht. Stahnke bringt die Richterin zum abgelegenen Haus seiner Mutter und stellt sie als seine Verlobte Katja vor. Während sich Stahnkes Mutter und Beate Nelken anfreunden und sich auch Stahnke und die Entführte immer näherkommen, ist Katja aus dem Gefängnis ausgebrochen und taucht bei den Dreien auf, ebenso wie kurze Zeit später die Polizei. Stahnke und Katja flüchten in das nahegelegene Braunkohleabbaugebiet. Die Richtern wird von der umstellenden Polizei abgehalten, den beiden zu Hilfe zu kommen, als eine Werkbahn auf das Paar zufährt ... 

## Kritik
„Ein stimmungsvoll die Landschaft und das Innenleben der Protagonisten verbindender Film, dessen hervorragende Schauspieler Anteil nehmen lassen an den ebenso skurrilen wie anrührenden Schicksalen. Der trockene Humor und die großartige Fotografie fügen dies zu einer kongenialen Einheit.“